# Fiona Shaw
Fiona Shaw, CBE (County Cork, Irlanda, 10 de juliol de 1958) és una actriu i directora teatral irlandesa, coneguda pels seus papers de Petunia Dursley a les pel·lícules de Harry Potter, de Marnie Stonebrook a la sèrie True Blood, de Carolyn Martens a la sèrie Killing Eve, pel qual guanyà el premi BAFTA de TV a la millor actriu secundària el 2019. Per la seva actuació a la segona temporada de Killing Eve i a la comèdia dramàtica Fleabag. Shaw va rebre nominacions al Primetime Emmy Award el 2019. L'any 2001 va ser condecorada comandant de l'Orde de l'Imperi Britànic per la seva contribució al teatre.

## Biografia
Fiona Shaw va néixer al Comtat de Cork el 10 de juliol de 1958, filla d'una física i un cirurgià ocular.
Va estudiar a l'institut Scoil Mhuire de Cork City, es va graduar en Filosofia a la University College Cork i finalment va formar-se també a la Royal Academy of Dramatic Art (RADA) de Londres.
El 1982 va unir-se a la National Theatre Company, i l'any 1985 va formar part també de la Royal Shakespeare Company durant un temps.
El 1995 va fundar la productora audiovisual Fitzroy Productions juntament amb la directora Deborah Warner, i van estrenar la versió teatral del poema The Waste Land, de T. S. Eliot.
Entre 2002 i 2005 va ser parella de la també actriu Saffron Burrows.

## Filmografia

### Cinema
- 1984: The Man Who Shot Christmas
- 1985: Sacred Hearts
- 1989: My Left Foot: The Story of Christy Brown
- 1990: Mountains of the Moon
- 1990: Three Men and a Little Lady
- 1991: London Kills Me
- 1992: The Big Fish
- 1993: Compte amb la família Blue (Undercover Blues)
- 1993: Super Mario Bros.
- 1995: Persuasió (Persuasion)
- 1995: The Waste Land
- 1996: Jane Eyre
- 1997: The Butcher Boy
- 1997: Anna Karènina (Anna Karenina)
- 1998: Els venjadors (The Avengers)
- 1999: The Last September
- 2001: El triomf de l'amor (The Triumph of Love)
- 2001: Harry Potter i la pedra filosofal (Harry Potter and the Philosopher's Stone)
- 2002: Close Your Eyes
- 2002: Harry Potter i la cambra secreta (Harry Potter and the Chamber of Secrets)
- 2004: Harry Potter i el pres d'Azkaban (Harry Potter and the Prisoner of Azkaban)
- 2005: Midsummer Dream (veu)
- 2006: The Black Dahlia
- 2006: Catch and Release
- 2007: Fracture
- 2007: Harry Potter i l'Orde del Fènix (Harry Potter and the Order of the Phoenix)
- 2009: Dorian Gray
- 2010: Noi credevamo
- 2010: The Tree of Life
- 2010: Harry Potter and the Deathly Hallows: Part I
- 2013: The English Teacher
- 2016: The White King
- 2017: The Hippopotamus
- 2018: Lizzie
- 2018: Collette
- 2020: Ammonite
- 2020: Enola Holmes
- 2020: Kindred
- 2024: IF

### Televisió
- 1983: "All for Love" (1 episodi)
- 1984: "The Adventures of Sherlock Holmes" (1 episodi)
- 1985: Love Song
- 1990: "Theatre Night" (1 episodi)
- 1991: For the Greater Good
- 1992: "Shakespeare: The Animated Tales" (1 episodi)
- 1993: "Performance" (1 episodi)
- 1993: "Screen Two" (1 episodi)
- 1994: Seascape
- 1997: Richard II
- 1999: RKO 281
- 2000: "Gormenghast" (4 episodis)
- 2001: Mind Games
- 2001: The Seventh Stream
- 2005: "Empire" (minisèrie)
- 2007: "Trial & Retribution" (1 episodi)
- 2011: "True Blood" (4º temporada)
- 2018: Mrs Wilson (com a Coleman, cap de l'MI6)
- 2018-2019: Killing Eve (com a Carolyn Martens, cap de la secció de Rússia de l'MI6)
- 2019: Fleabag (1 episodi, capítol 2.2)
- 2022: Andor

### Teatre
- 1982: "Love's Labour's Lost" (de William Shakespeare).
- 1985: "As You Like It" (de William Shakespeare), al Royal Shakespeare Theatre a Stratford-upon-Avon (Anglaterra), amb direcció d'Adrian Noble i producció de la Royal Shakespeare Company.
- 1986: "Mephisto", al Barbican Theatre de Londres, amb direcció d'Adrian Noble i producció de la Royal Shakespeare Company.
- 1986: "Philistines" (de Maksim Gorki), a The Pit Theatre de Londres, amb direcció de John Caird i producció de la Royal Shakespeare Company.
- 1987: "Hyde Park" (de James Shirley), al Swan Theatre de Stratford-upon-Avon (Anglaterra), amb direcció de Barry Kyle i producció de la Royal Shakespeare Company.
- 1989: "As You Like It" (de William Shakespeare), a l'Old Vic Theatre de Londres, amb direcció de Tim Albery.
- 1993: "Machinal", al Royal National Theatre.
- 2001: "Medea" (d'Eurípides), al Queen's Theatre de Londres.
- 2002: "The Powerbook" (coescrita amb Jeanette Winterson i Deborah Warner), al Royal National Theatre/Lyttelton de Londres.
- 2002: "Medea" (d'Eurípides), al Harvey Theater de la Brooklyn Academy of Music de Nova York.
- 2005: "Julius Caesar" (de William Shakespeare), al Barbican Centre de Londres, amb direcció de Deborah Warner.
- 2007: "Happy Days" (de Samuel Beckett), al National Theatre de Londres.

## Guardons
- 1982: Bancroft Gold Medal a la RADA (Royal Academy of Dramatic Art) pel seu paper de Rosaline a "Love's Labour's Lost".
- 1989: premi London Critics Circle de Teatre (Drama Theatre Award) a la millor actriu pel seu paper a "Electra" i "The Good Person of Sichuan".
- 1990: premi Laurence Olivier de Teatre a la millor actriu d'obra d'estrena, per "Electra", "As You Like It" i "The Person of Sichaun".
- 1991: premi London Critics Circle de Teatre (Drama Theatre Award) a la millor actriu pel seu paper a "Hedda Gabler".
- 1993: premi London Evening Standard de Teatre a la millor actriu pel seu paper a "Machinal".
- 1994: premi Laurence Olivier de Teatre a la millor actriu per "Machinal".
- 1996: nominada al premi Chlotrudis per Persuasió.
- 2001: condecorada amb la distinció de comandant de l'Orde de l'Imperi Britànic per la seva contribució al teatre.
- 2001: premi London Evening Standard de Teatre a la millor actriu pel seu paper a "Medea" al Queen's Theatre de Londres.
- 2003: nominada al premi de la Phoenix Film Critics Society per Harry Potter i la cambra secreta.
- 2003: nominada al Premi Tony a la millor actriu (teatre) pel seu paper de Medea.
- 2019: nominada al Premi Emmy a la millor actriu convidada de sèrie comèdia pel seu paper de terapeuta al capítol 2 de la temporada 2 de Fleabag.[11]